# Mauricio de Narváez
Mauricio de Narváez (* 18. Mai 1941 in Medellin) ist ein ehemaliger kolumbianischer Automobilrennfahrer und Rennstallbesitzer.

## Karriere
Mauricio de Narváez war viele Jahre der bekannteste und vor allem erfolgreichste Autorennfahrer Kolumbiens, erst Juan Pablo Montoya stellte seine Erfolge in den Schatten. Er bestritt fast ausschließlich Sportwagenrennen und hatte seinen ersten internationalen Auftritt beim 12-Stunden-Rennen von Sebring 1975. Zweimal konnte er Gesamtwertungen für sich entscheiden. 1981 gewann er gemeinsam mit Hurley Haywood auf einem Porsche 935 das 250-Meilen-Rennen von Daytona, ein Wertungslauf der IMSA-GTP-Serie dieses Jahres. Sein größter Erfolg war der Sieg beim 12-Stunden-Rennen von Sebring 1984, den er gemeinsam mit Hans Heyer und Stefan Johansson auf einem von ihm selbst gemeldeten Porsche 935J herausfuhr.
Viermal ging als Fahrer für Joest Racing beim 24-Stunden-Rennen von Le Mans an den Start. Seine beste Platzierung war der vierte Gesamtrang 1983. De Narváez beendete seine professionelle Fahrerkarriere 1986 und ist seit 2013 Präsident des kolumbianischen Automobilklubs.

## Statistik

### Le-Mans-Ergebnisse
| Jahr | Team                    | Fahrzeug     | Teamkollege          | Teamkollege      | Platzierung | Ausfallgrund       |
| ---- | ----------------------- | ------------ | -------------------- | ---------------- | ----------- | ------------------ |
| 1981 | Joest Racing            | Porsche 935J | Günter Steckkönig    | Kenper Miller    | Ausfall     | Feuer              |
| 1983 | Sorga S.A. Joest Racing | Porsche 956  | Clemens Schickentanz | Volkert Merl     | Rang 4      |                    |
| 1984 | New-Man Joest Racing    | Porsche 956  | Jean-Louis Schlesser | Stefan Johansson | Ausfall     | Zylinder überhitzt |
| 1985 | New-Man Joest Racing    | Porsche 956  | Paul Belmondo        | Kenper Miller    | Ausfall     | Unfall             |

### Sebring-Ergebnisse
| Jahr | Team                   | Fahrzeug            | Teamkollege       | Teamkollege      | Platzierung | Ausfallgrund    |
| ---- | ---------------------- | ------------------- | ----------------- | ---------------- | ----------- | --------------- |
| 1975 | Delta Racing           | Porsche 911S        | Armando Ramirez   | Camilo Mutiz     | Ausfall     | Unfall          |
| 1976 | Mauricio de Narváez    | Porsche Carrera     | Albert Naon       | John Freyre      | Rang 6      |                 |
| 1977 | Mauricio de Narváez    | Porsche Carrera RSR | Albert Naon       |                  | Ausfall     | Defekt          |
| 1978 | Mauricio de Narváez    | Porsche Carrera RSR | Albert Naon       |                  | Ausfall     | Mechanik        |
| 1979 | Mauricio de Narváez    | Porsche Carrera RSR | Albert Naon       |                  | Ausfall     | Defekt          |
| 1980 | de Narváez Enterprises | Porsche Carrera RSR | Ricardo Londoño   |                  | Ausfall     | Defekt          |
| 1981 | Momo Penthouse         | Porsche 935J        | Giampiero Moretti | Charles Mendez   | Rang 6      |                 |
| 1982 | Garretson Development  | March 82G           | Bobby Rahal       | Jim Trueman      | Rang 2      |                 |
| 1983 | Red Lobster Racing     | March 82G           | Dave Cowart       | Kenper Miller    | Ausfall     | Unfall          |
| 1984 | de Narváez Enterprises | Porsche 935J        | Hans Heyer        | Stefan Johansson | Gesamtsieg  |                 |
| 1985 | de Narváez Enterprises | Porsche 935J        | Dave Cowart       | Kenper Miller    | Ausfall     | Motorschaden    |
| 1986 | Latino Racing          | Porsche 911         | Luis Mendez       |                  | Ausfall     | Getriebeschaden |